# Offagna
Offagna est une commune italienne d'environ 2 058 habitants, située dans la province d'Ancône, dans la région Marches, en Italie centrale.

## Géographie
La ville est construite autour de sa forteresse à quelque trois cent mètres au-dessus du niveau de la mer, sur le sommet d’une colline. Distante de 15 km du centre d’Ancône, Offagna a vue sur le littoral adriatique à 19km à l'est. 

## Histoire
L’histoire de la Ville a peu de références pour les périodes pré-romaine et romaine.
Les premières traces d’existence véritable de la Ville remonte, semble-t-il, à l’époque où des nobles allemands se voient accorder la zone des Marches par l’archevêque de Ravenne à la fin du Moyen Âge. 
Autour du XIIe – XVe siècle, son histoire fut commune à celle d’Osimo. 
En 1445, la direction de la ville d’Ancône fut définitivement donnée à la ville par le pape Eugène IV. 
Sous la juridiction acônitaine d'Offagna, il fit partie de la vingtaine de châteaux d’Ancône et, donc, entre 1454 et 1456, fut construite la forteresse aujourd’hui visible, avec la fonction importante de défendre la frontière de la rivière Aspio.

Après 1532, date qui marque la fin de la République Ancônitaine, il fit partie, de manière stable, de l’État de l’Église, jusqu’à l’unification de l’Italie. 

Bandiera Arancione

Malgré le peu d'évènements historiques d'importance, la facture des œuvres de certains palais nobles et plus encore la parfaite conservation, fait d'Offagna un site d'une importance considérable.
Elle fait partie des plus beaux villages d’Italie et, depuis mai 2013, elle possède également la reconnaissance Bandiera Arancione.

## Économie
L’économie est basée sur la culture de la vigne et sur sa production de vin qui en découle, abondent céréales et fourrage. Les petites industries de confection et de métallurgie sont nombreuses.

## Culture
- Musée de la Forteresse d'Offagna
- Musée des sciences naturelles Luigi Paolucci
- Musée de la Liberation d'Ancône, à l’intérieur duquel est présente une riche collection d’armes, photographies et documents sur l'arrivée des troupes alliées dans la cité dorique et sa libération des troupes allemandes[2]

## Tourisme
L’on peut conseiller de visiter la Ville au coucher du soleil d’été quand les paysages environnants dévoilent leurs reliefs irréguliers et orangés depuis les Apennins jusqu’aux plages d'Ancône.
Courant du mois de juillet, toute la ville se transforme en bourg médiéval et tous les habitants de la ville se parent de costumes d’époque.

## Monuments et patrimoine

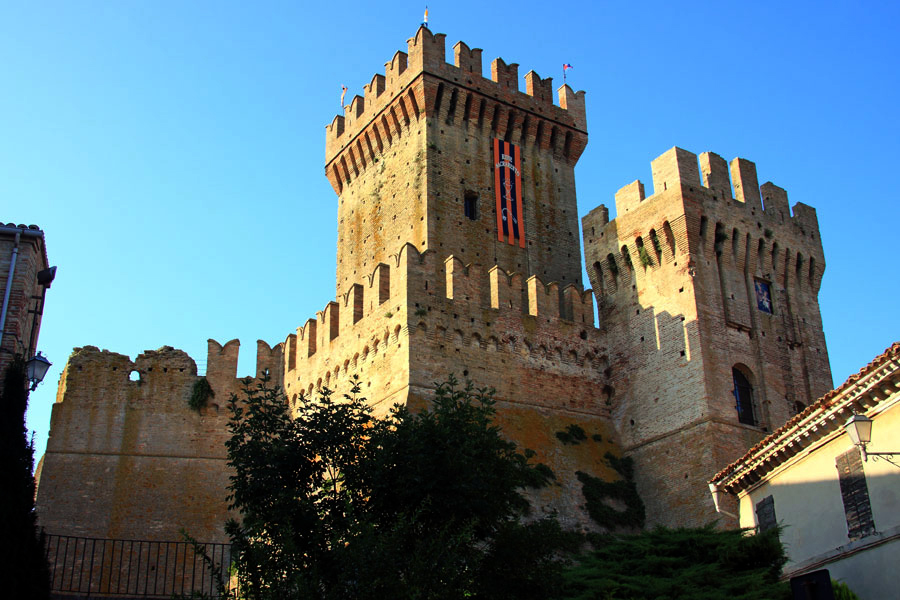
Rocca di Offagna

- La Rocca di Offagna est le monument principal de la Ville et l’une des constructions défensives les plus importantes des Châteaux d'Ancône. La forteresse médiévale édifiée par les Ancônitains en 1454 et après de nombreuses restaurations, conserve un aspect relativement intact et fidèle à la forteresse d'origine.

- Villa Montegallo, autre monument d'intérêt, est une construction du XVIe qui comprend des décorations de Niccolò Pomarancio. La villa, construite sur un projet d'Andrea Vici, ressent l'influence du style des Bibbiena.
- Les ruelles et les escaliers de la ville, s'ajustant au plus près des reliefs sinueux de la colline et ouvrant ici-et-là sur les plaines et les collines des alentours, font de la Ville dans son ensemble un véritable monument d’une intime cohérence.

## Administration
| Periode          | Periode          | Premier citoyen    | Parti                   | Fonction                   | Note  |
| ---------------- | ---------------- | ------------------ | ----------------------- | -------------------------- | ----- |
| 13 juin 2004     | 7 juin 2009      | Stefano Balzani    | liste civique           | Maire                      |       |
| 8 juin 2009      | 25 mai 2014      | Stefano Gatto      | centre-gauche           | Maire                      |       |
| 26 mai 2014      | 25 février 2016  | Stefano Gatto      | Offagna pour tous       | Maire                      |       |
| 26 février 2016  | 22 novembre 2016 | Francesca Piccolo  |                         | Commissaire préfectoral    | [ 4 ] |
| 23 novembre 2016 | 11 juin 2017     | Michele Basilicata |                         | Commissaire extraordinaire | [ 5 ] |
| 12 juin 2017     | actuellement     | Ezio Capitani      | Renaissance pou Offagna | Maire                      | [ 6 ] |

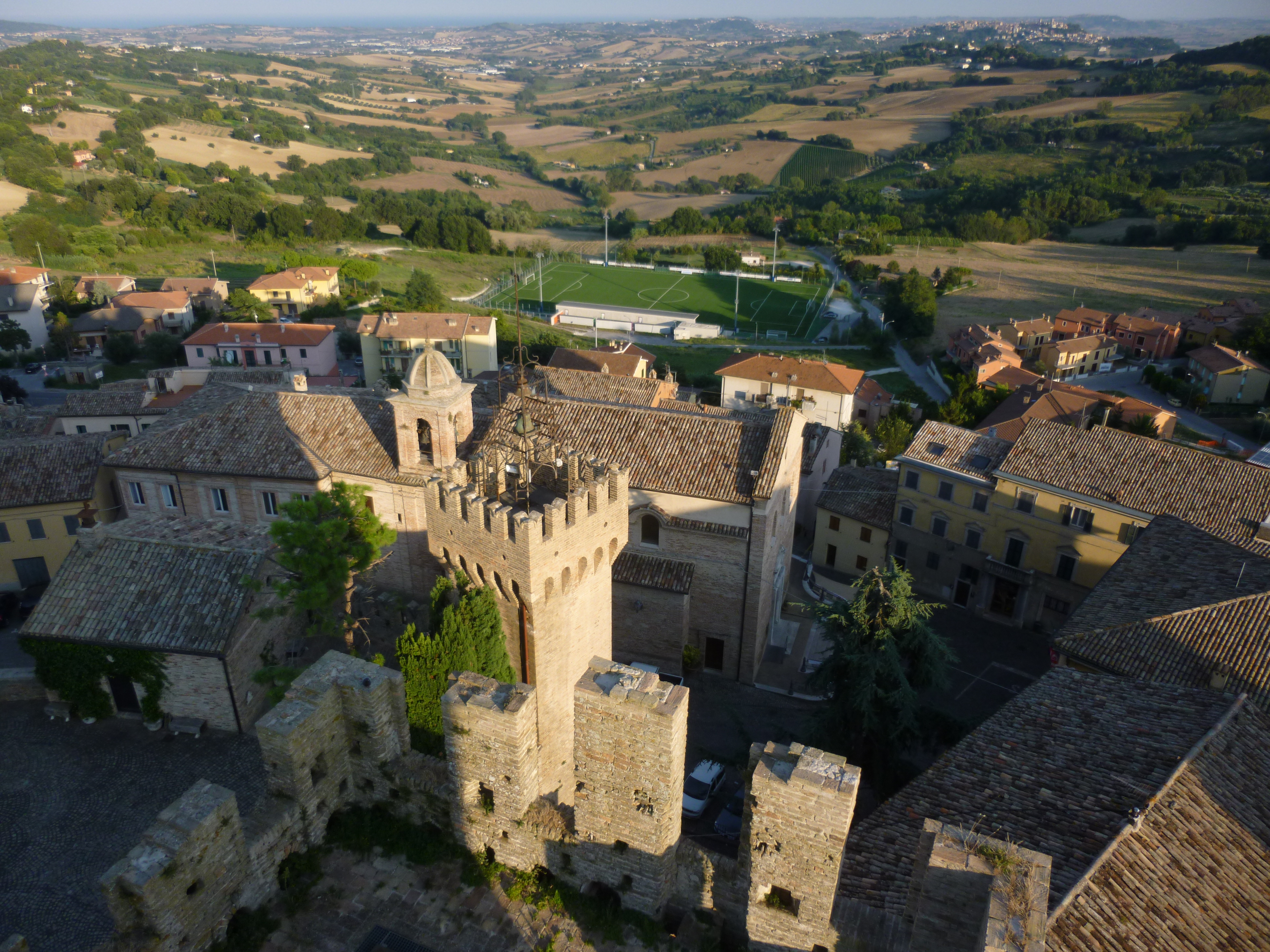
Vue plongeante sur la forteresse.
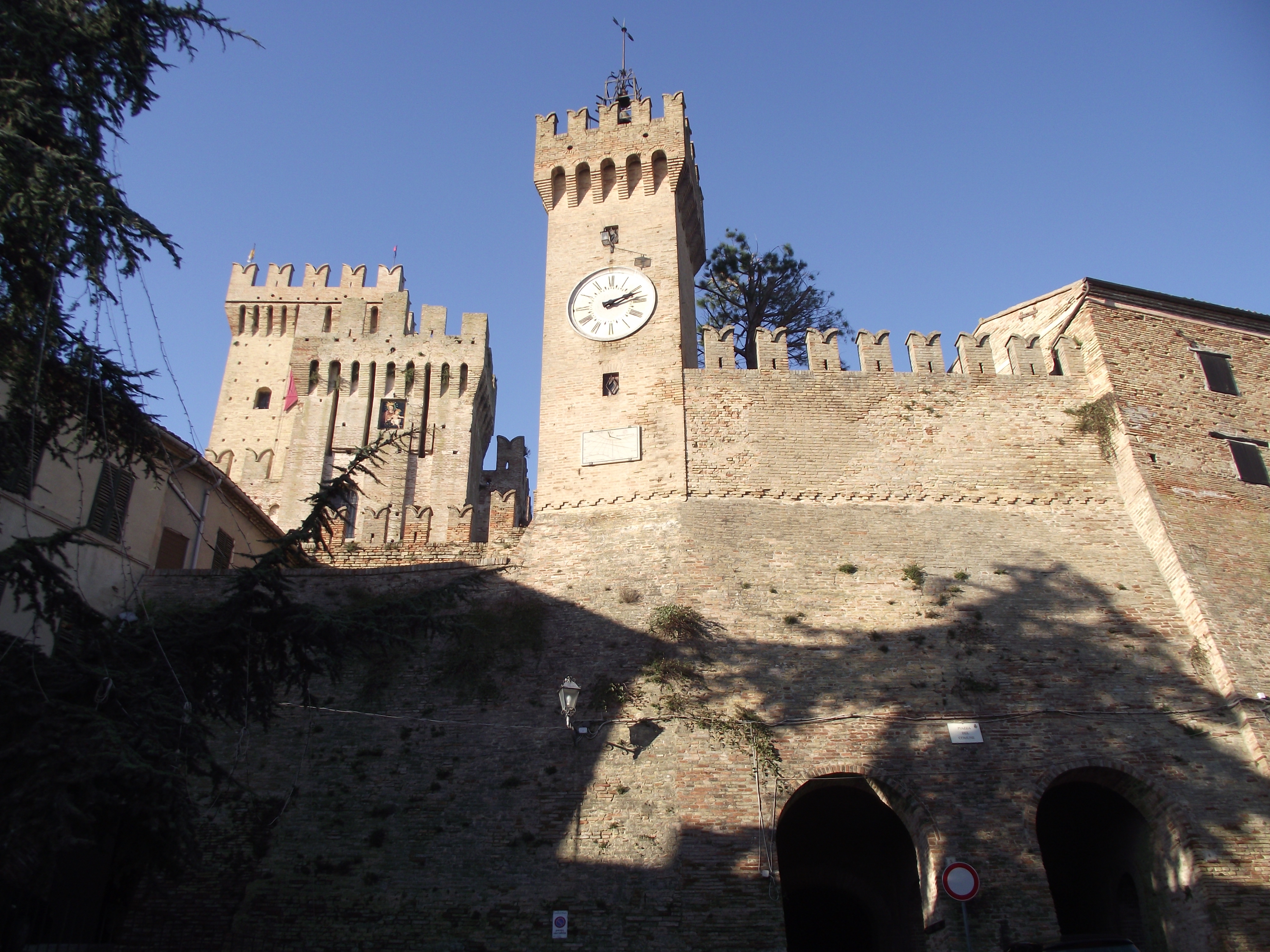
La forteresse.
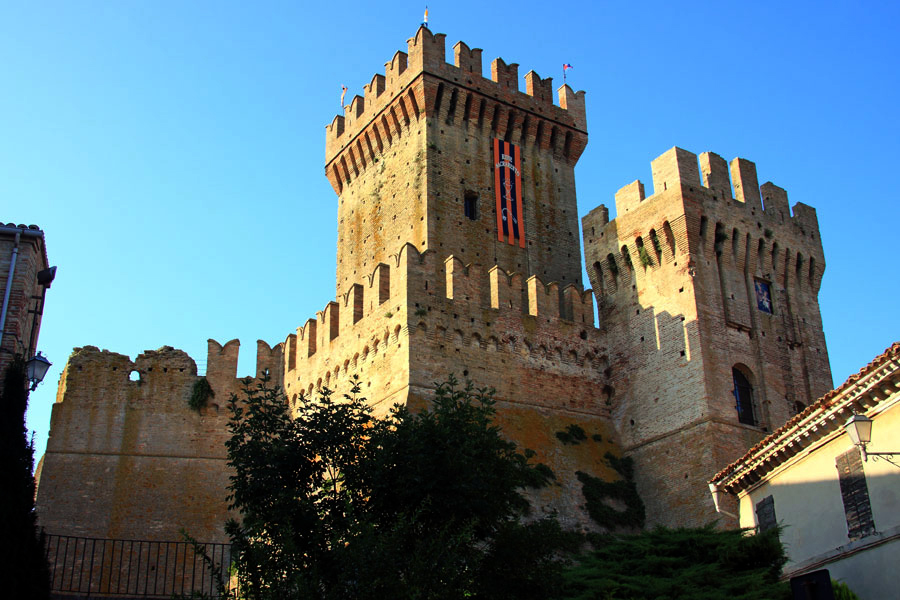
Les tours médiévales.
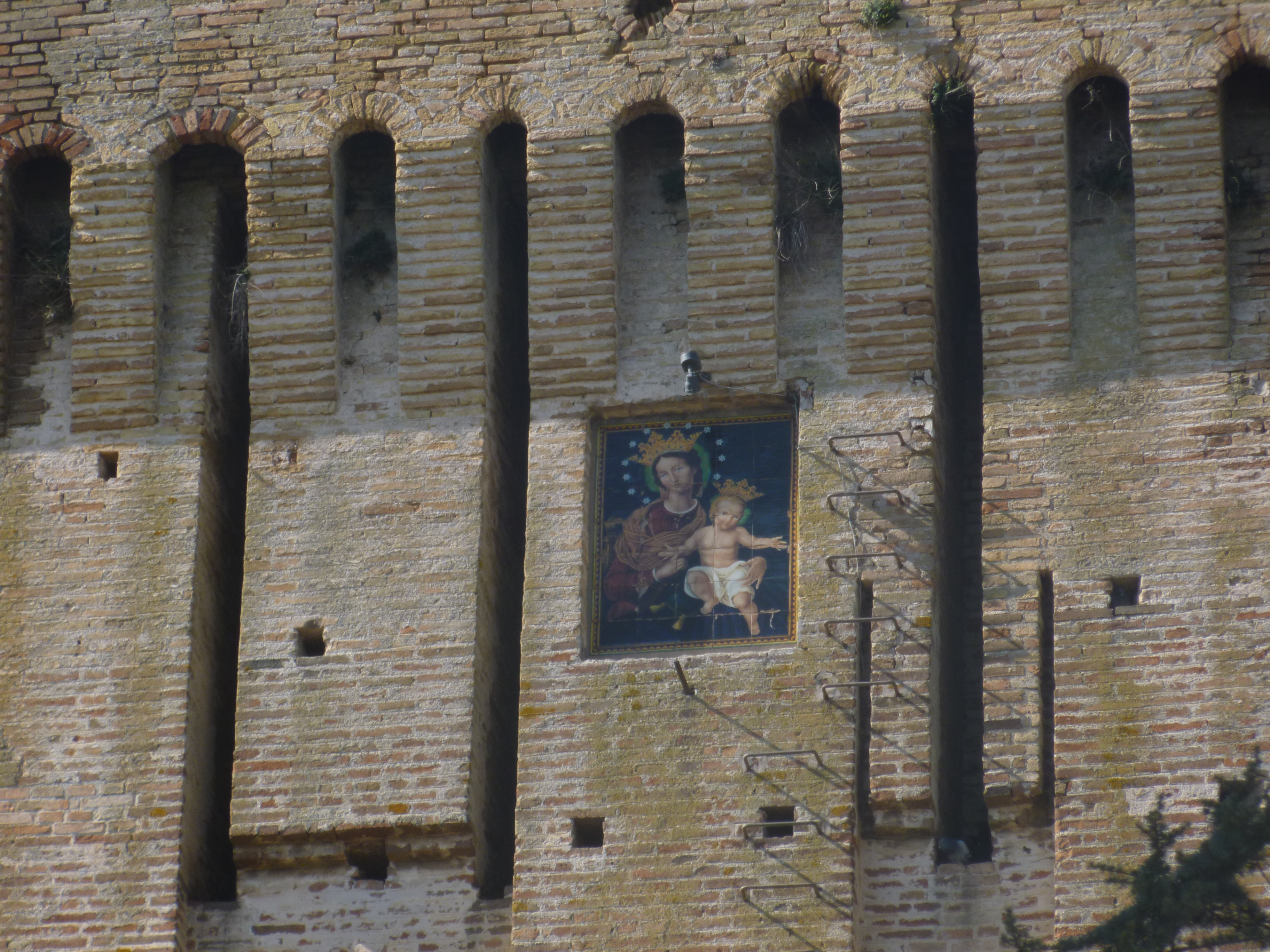
Tour médiévale (détail).
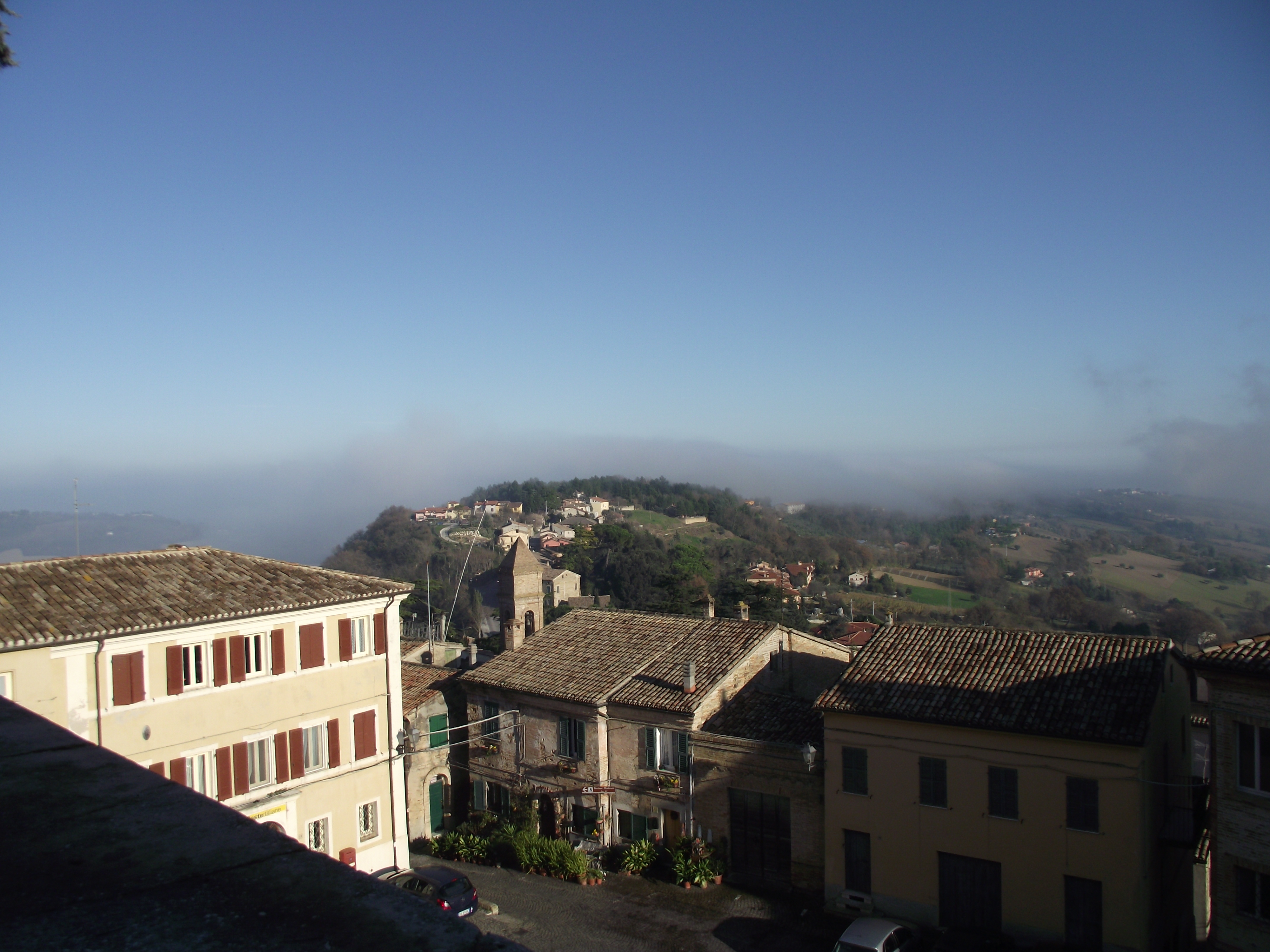
Offagna.
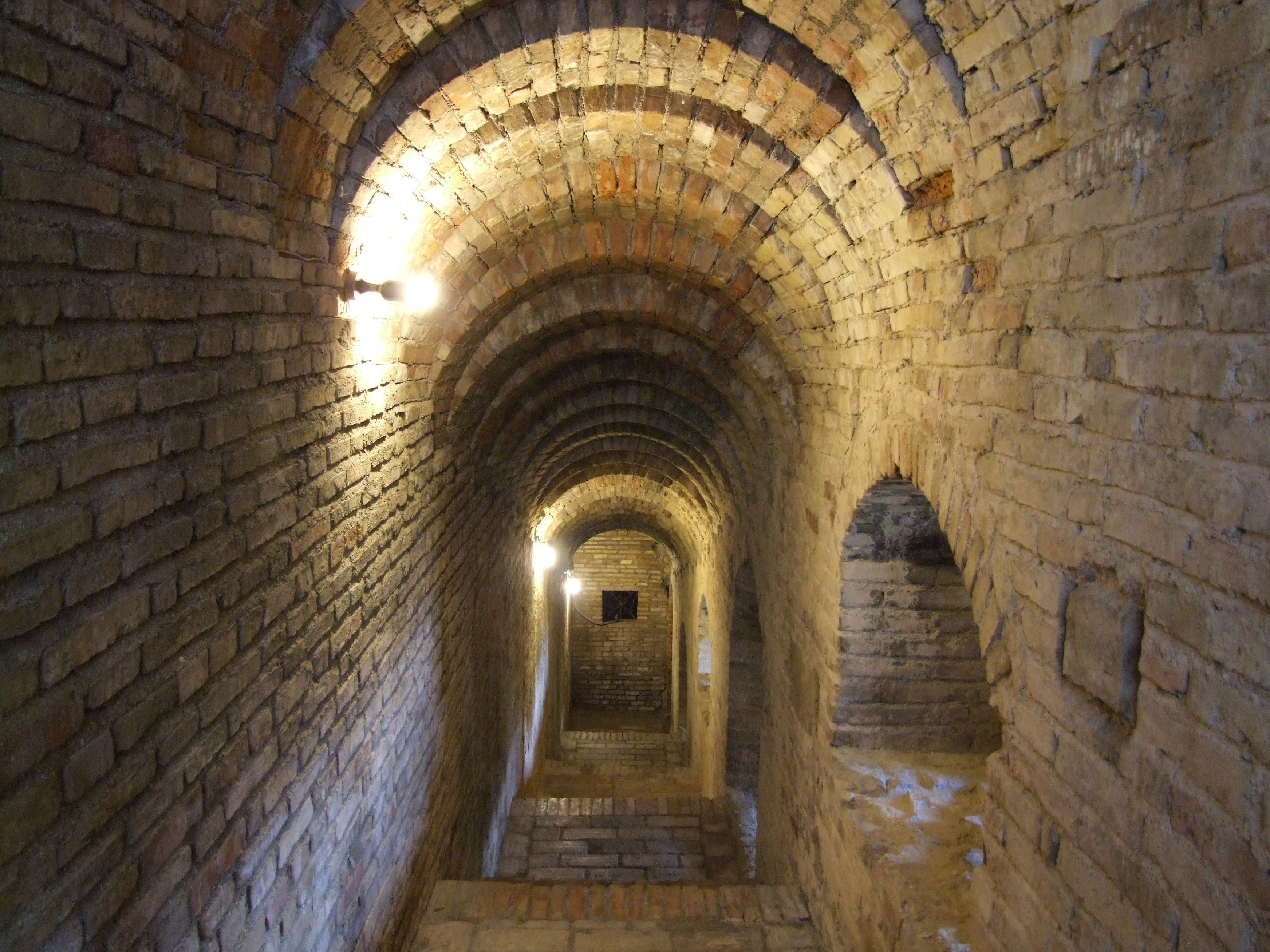
Tunnel souterrain de la Forteresse.
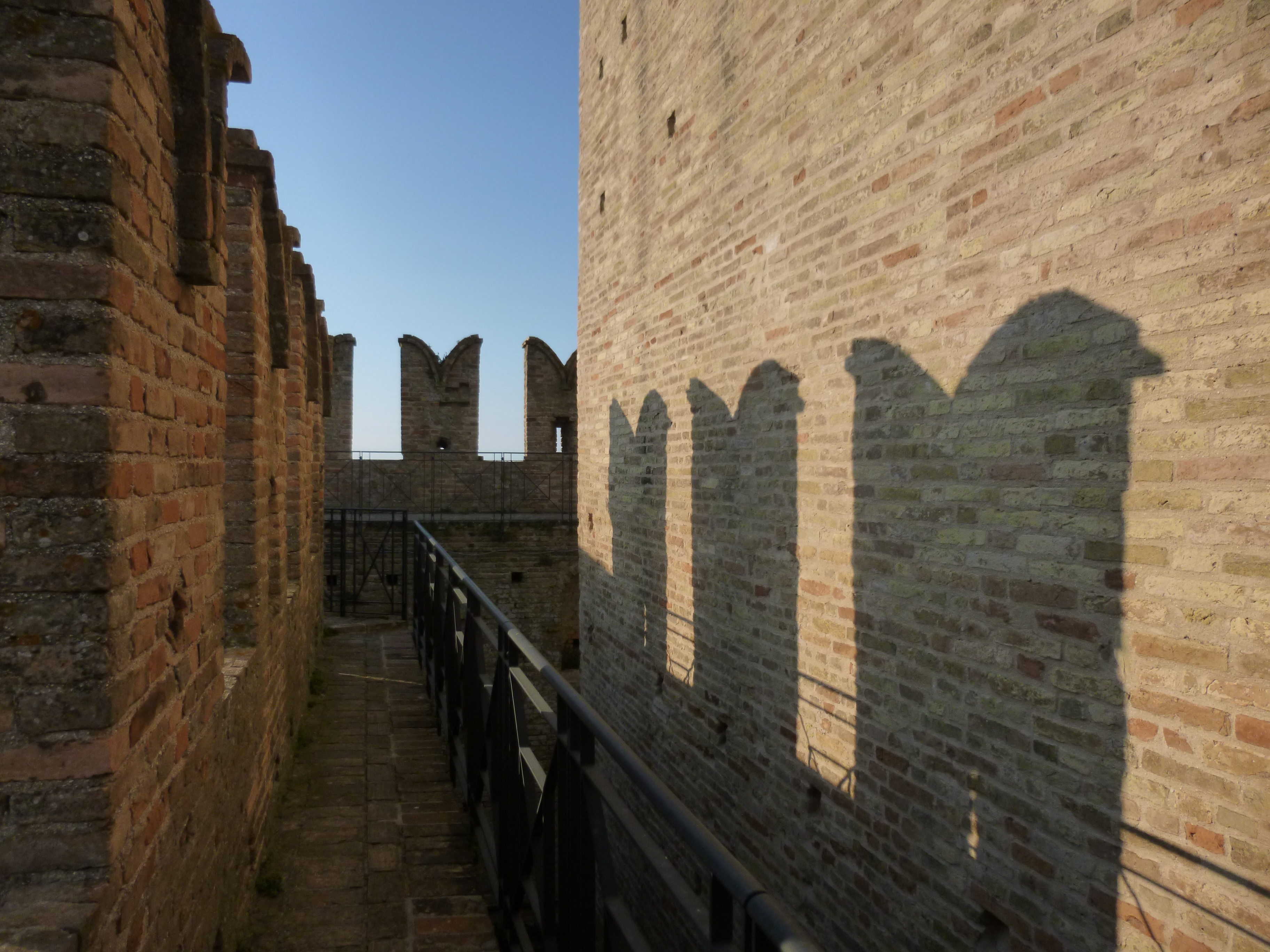
Créneaux du Torrione.
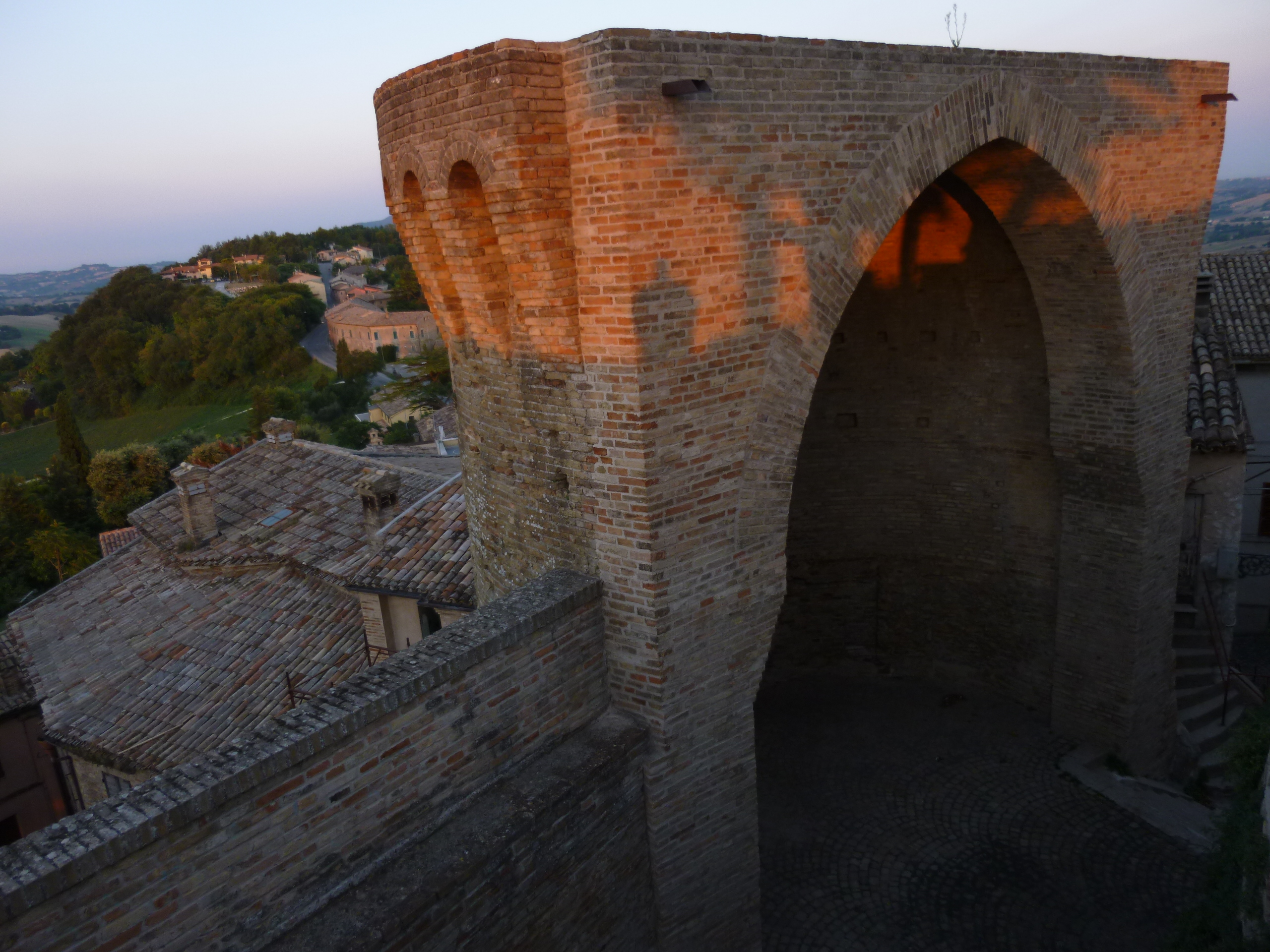
Mur nord-est de l'enceinte.
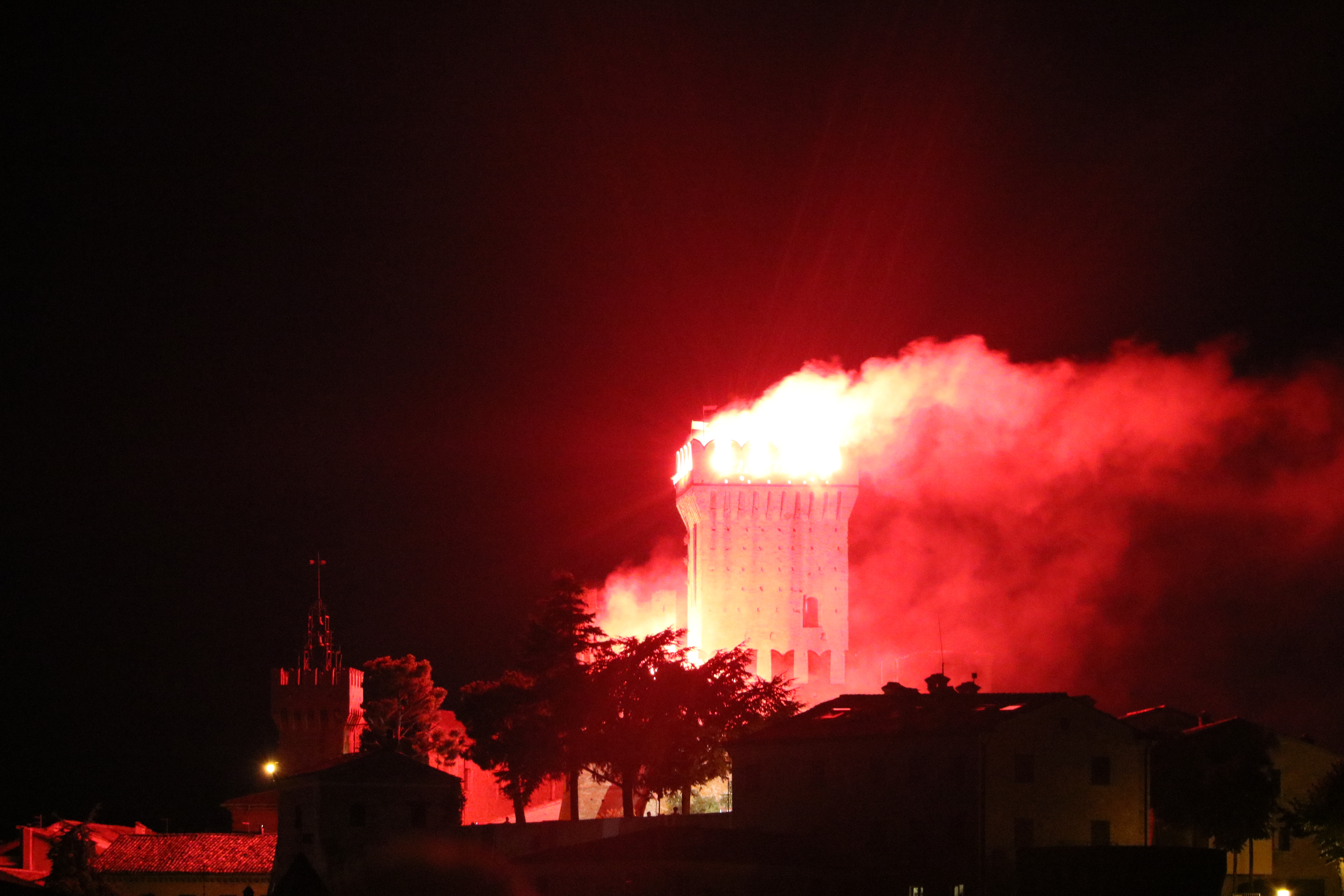
Festivités de Juillet.
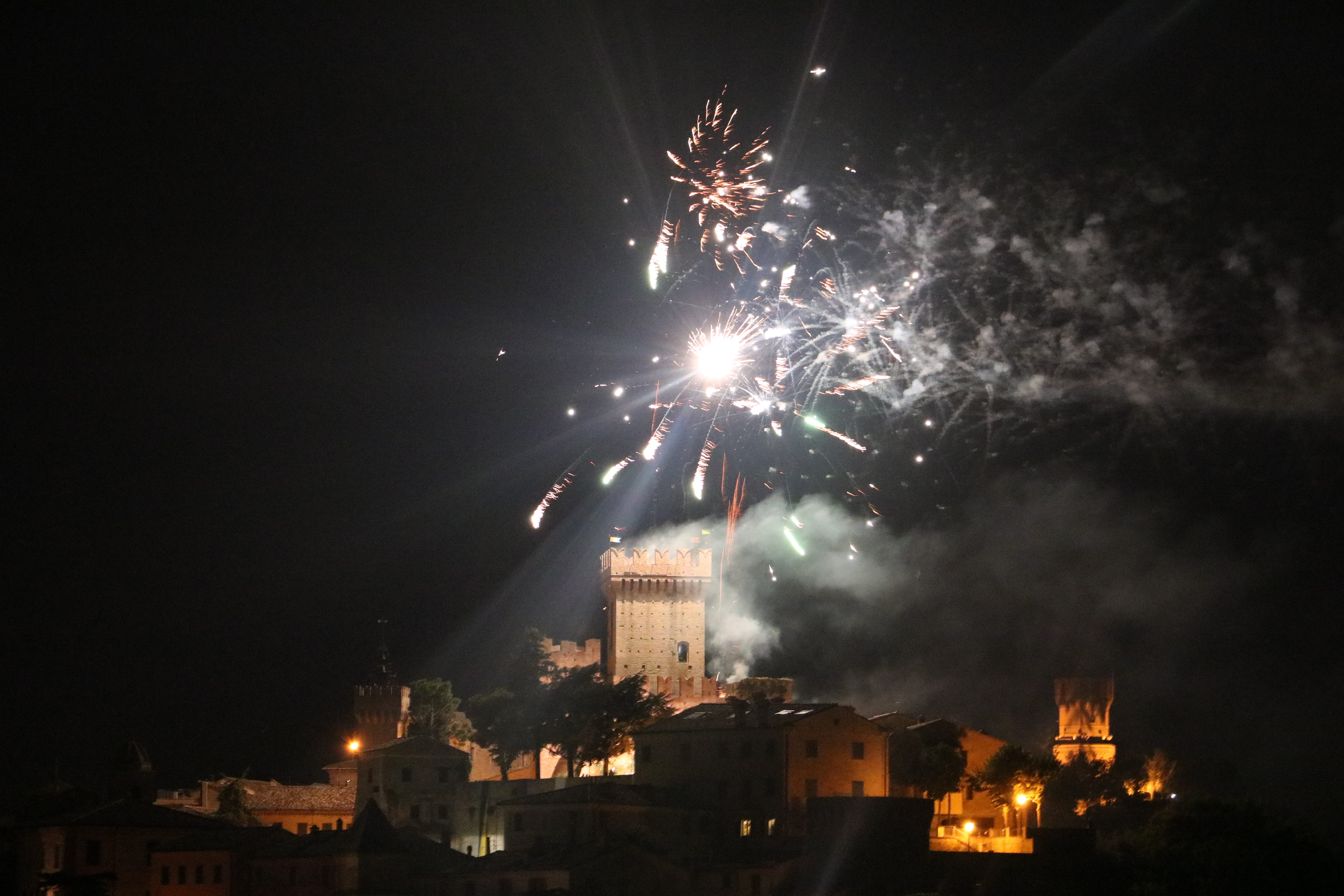
Feux d’artifice lors des Fêtes de juillet.
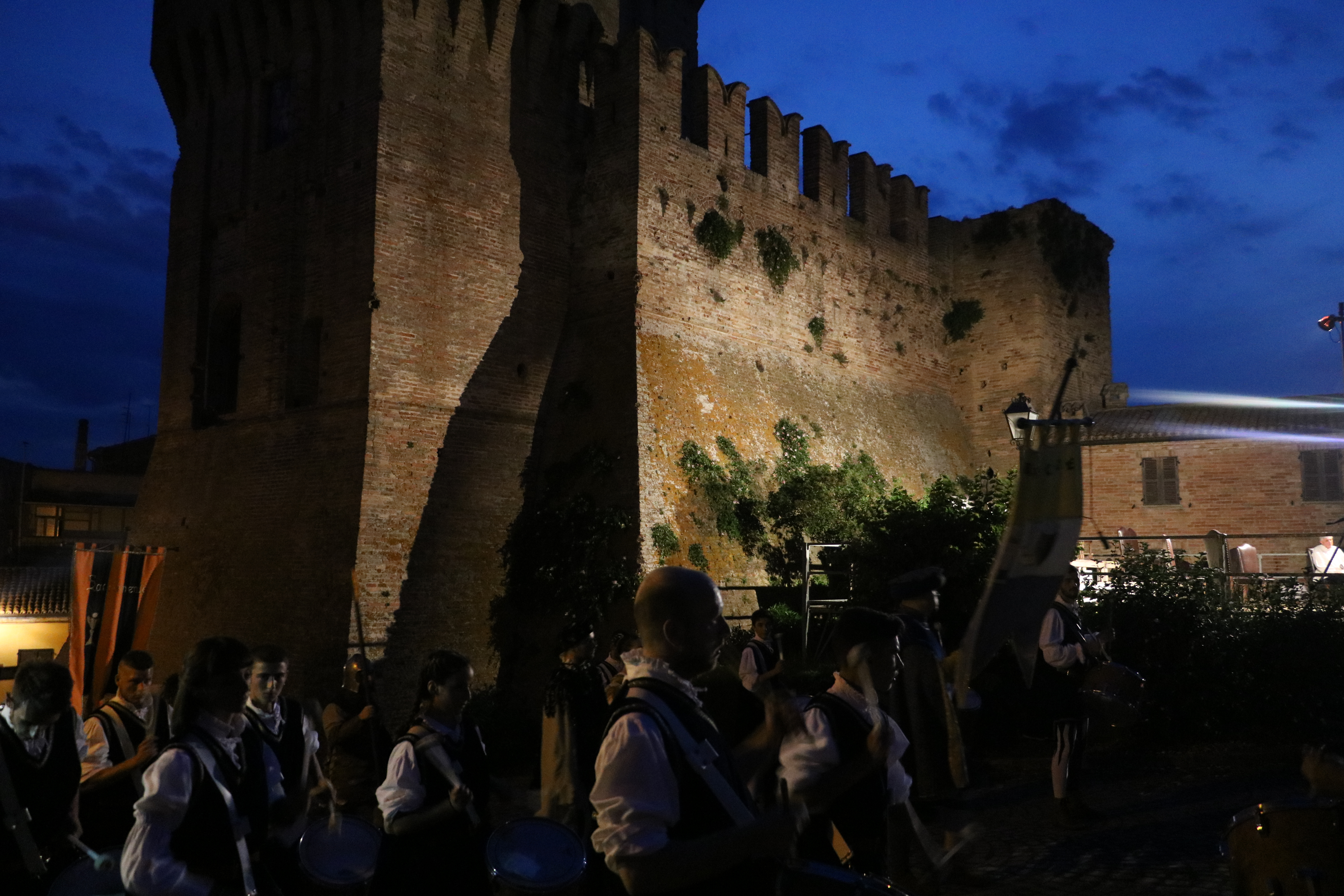
Cortège de juillet.
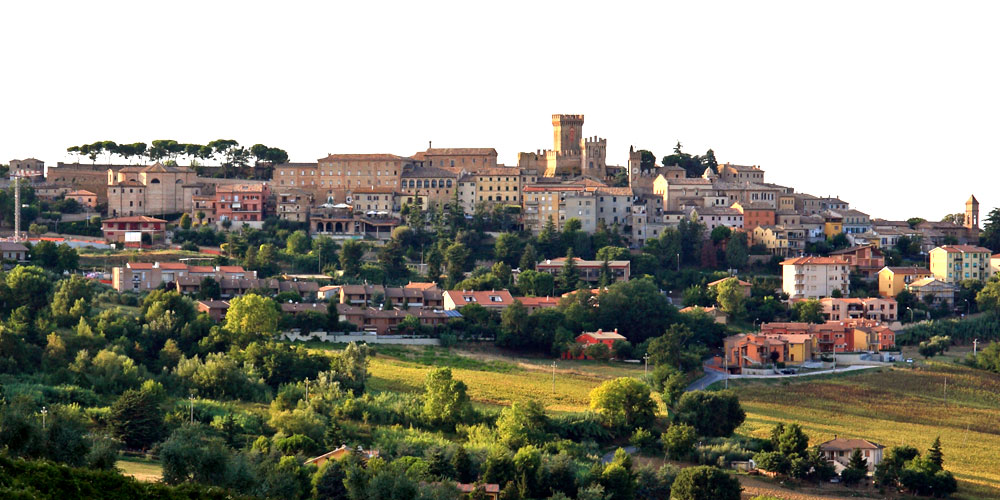
Panorama.

### Communes limitrophes
Ancône, Osimo, Polverigi.